# Plan de Casa Mata
El plan de Casamata fue proclamado el 1 de febrero de 1823 por Antonio López de Santa Anna. Casamata es el nombre genérico que reciben los depósitos de pólvora. El del Plan estaba ubicado a las afueras de la Ciudad de Veracruz.
Posteriormente se unieron al Plan Vicente Guerrero, Nicolás Bravo y jefes del ejército imperial, del propio Iturbide, como José Antonio de Echávarri, Luis Cortázar y Rábago y José María Lobato. Tenía la intención de reinstalar el congreso y declarar nulo el imperio y el desconocimiento de Iturbide como emperador.
Cambió así este documento la forma del Estado mexicano, de monarquía a república.

## Antecedentes
Las conspiraciones tenían el propósito de derrocar el imperio de Iturbide a favor de una república, pero fueron descubiertas y disueltas. Entre sus miembros había 19 congresistas, que fueron encarcelados. Iturbide decide entonces disolver el congreso e instalar una Junta Nacional Instituyente constituida con diputados de cada provincia.
Hubo varios levantamientos, entre los que destacó el levantamiento de diciembre de 1822. El líder ideológico de este levantamiento, entre otros, era Miguel Santa María, que más tarde atraería al movimiento al entonces resentido Antonio López de Santa Anna.

## Repercusiones
Se percatan de la importancia de este movimiento cuando empieza a tomar fuerza, por lo que decide reinstalar el Congreso; que se ocuparía de decidir si Iturbide seguiría gobernando. Pero este abdicó el 19 de marzo y se marchó a Italia, trasladándose posteriormente a Suiza, Bélgica e Inglaterra.
Mientras tanto en el Congreso mexicano se le declaró enemigo de la nación con la consigna de muerte en caso de volver a pisar territorio mexicano. Esto sucedió en el año de 1824, a su regreso fue aprehendido en Soto la Marina, Tamaulipas en donde fue fusilado por Felipe de la Garza.

## Artículos
- Art º. 1o. Siendo inconcuso que la soberanía reside esencialmente en la Nación, se instalará el Congreso a la mayor brevedad posible.
- Art º. 2o. La convocatoria para las nuevas Cortes se hará bajo las bases prescritas para la primera.
- Art º. 3o. Respecto que entre los señores que formaron el extinto Congreso, hubo algunos que por sus ideas liberales y firmeza de carácter se hicieron acreedores al aprecio público, al paso que otros no correspondieron debidamente a la confianza que en ellos se depositó, tendrán las provincias la libre facultad de reelegir a los primeros y sustituir a los segundos con sujetos más idóneos para el desempeño de sus arduas obligaciones.
- Art º. 4o. Luego de que se reúnan los representantes de la Nación, fijarán su residencia en la ciudad o pueblo que estimen por más conveniente, para dar principio a sus sesiones.
- Art º. 5o. Los cuerpos que componen este ejército, y los que sucesivamente se adhieran, ratificarán el solemne juramento de sostener a toda costa la representación nacional.
- Art º. 6o. Los jefes, oficiales y tropa que no se conformen con el sacrificio por el bien de la patria, podrán trasladarse a donde les convenga.
- Art º. 7o Se nombrará una comisión que con copias del acta, marche a la capital del Imperio a ponerla en manos de S.M. el emperador.
- Art º. 8o. Otra comisión, con igual copia [marchará] a la plaza de Veracruz, a proponer al gobernador y corporaciones de ella, lo acordado por el Ejército, para ver si se adhieren a él o no.
- Art º. 9o Otra a los jefes de los cuerpos dependientes de este Ejército que se hallan sitiando el Puente [del Rey, hoy Nacional] y en las Villas.
- Art º. 10o. En el ínterin contesta el Gobierno Supremo, con presencia de los acuerdos del Ejército, la Diputación Provincial de esta provincia será la que delibere en la parte administrativa, si aquella resolución fuere de acuerdo con la opinión.
- Art º. 11o. El ejército nunca atentará contra la persona del emperador, pues está contemplado por la representación nacional. Aquel se ubicará en las Villas o en donde las circunstancias lo exijan, y no se desmembrará por pretexto alguno, hasta que no lo disponga el Soberano Congreso, atendiendo a que será el que lo sostenga en sus deliberaciones.